# 道の駅おだいとう
道の駅おだいとう（みちのえき おだいとう）は、北海道野付郡別海町にある国道244号の道の駅である。

## 道路
- 国道244号

## 主な施設
- 駐車場
  - 普通車：56台
  - 大型車：7台
  - 身障者用：2台
- トイレ（※画像左側建物）
  - 男：大 3器、小 4器
  - 女：5器
  - 多目的トイレ（オストメイト対応）：1器

※いずれも24時間使用可能
- 公衆電話：1台
- 展望塔
  - 3F展望室 （望遠鏡設置、北方四島交流事業や北方領土の自然、暮らしについての展示）
  - 2F展示室（北方領土問題の概要について、及び映像コーナー）
  - 1F道の駅情報端末
- 食堂・売店
- 「春別発祥の地」碑
- 「白鳥の碑」
- 別海十景「白鳥台」
- 「四島への道 叫び」の像

## 休館日
- 年末年始（12月31日 - 1月5日）
- 9/1 〜 6/30 の毎週火曜日（売店、レストラン、展望塔）※火曜日が祝日の時は翌日

## アクセス
- 釧路市より約115km
- 根室市より約74km

## 周辺
- 野付半島